# Нючепінгсон
Нючепінґсон, Ничепінгсон (швед. Nyköpingsån) — річка на сході південної Швеції, у лені Седерманланд. Довжина річки становить 150 км, площа басейну  — 3631 км² (3620 км²). На річці і її притоках побудовано кілька ГЕС малої потужності.